# Koker (wipmolen)

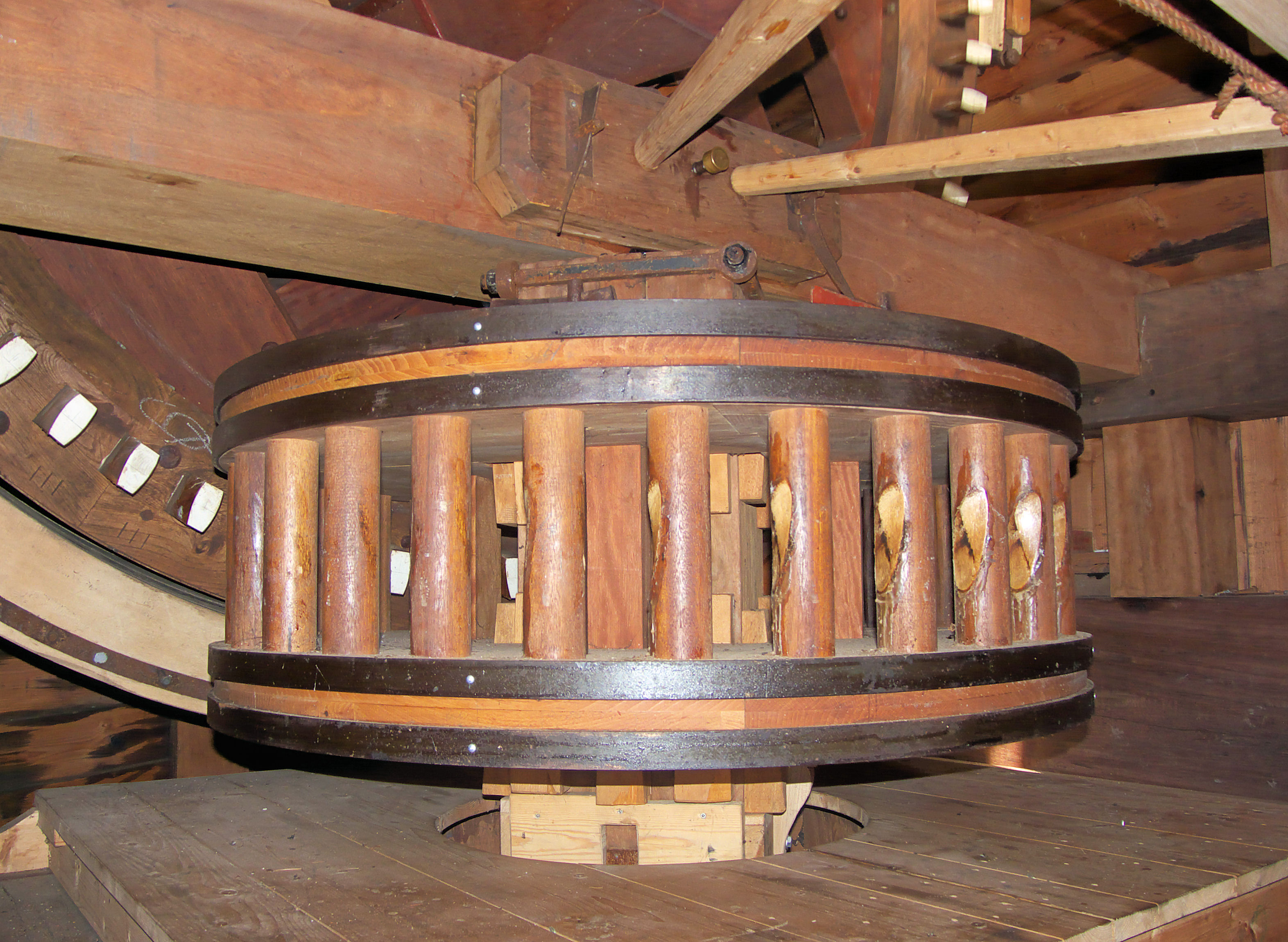
Bovenschijfloop op de koningsspil

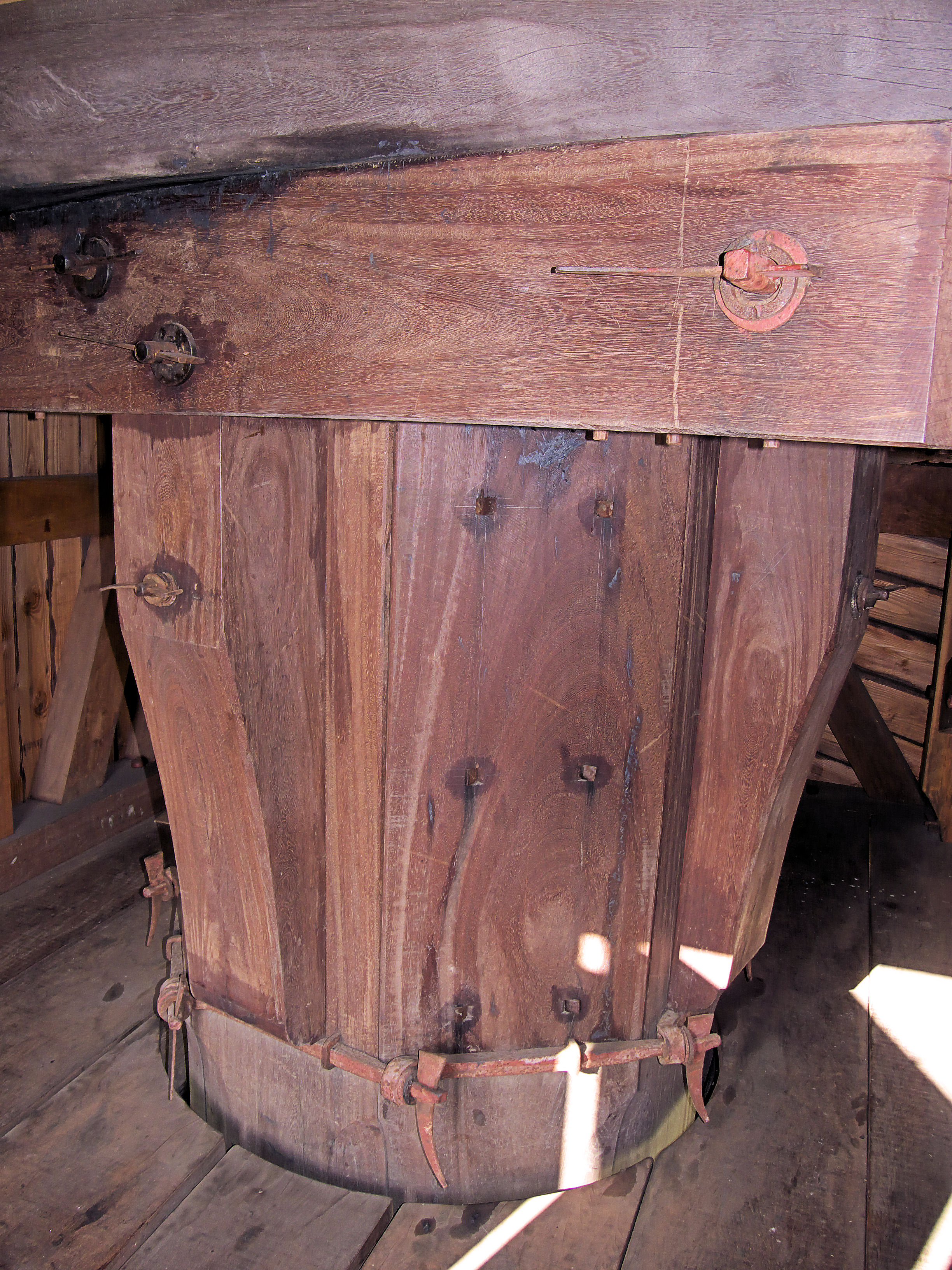
Bovenzetelbalk met consoles om de koker

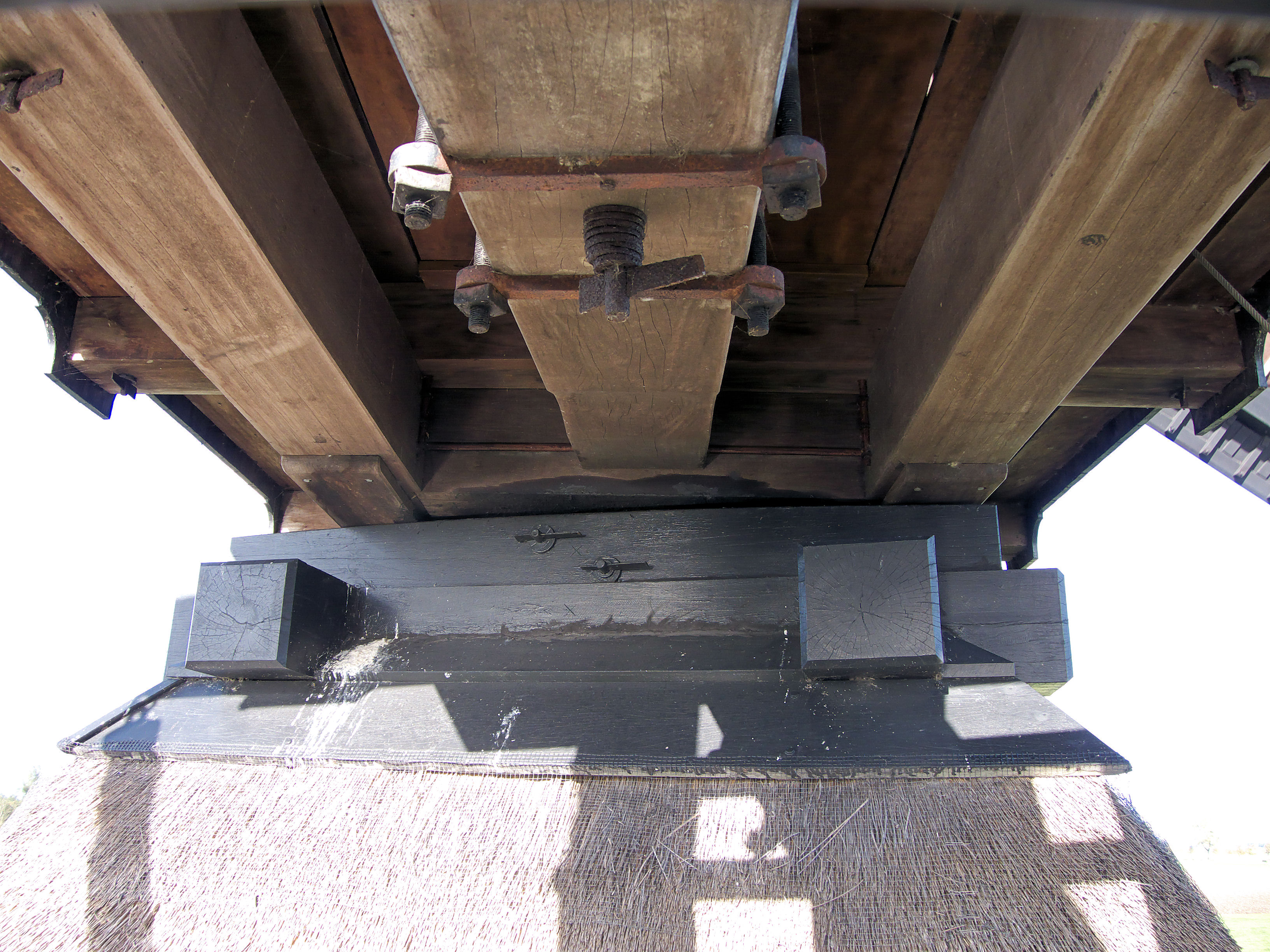
Onderzetel tussen bovenhuis en ondertoren

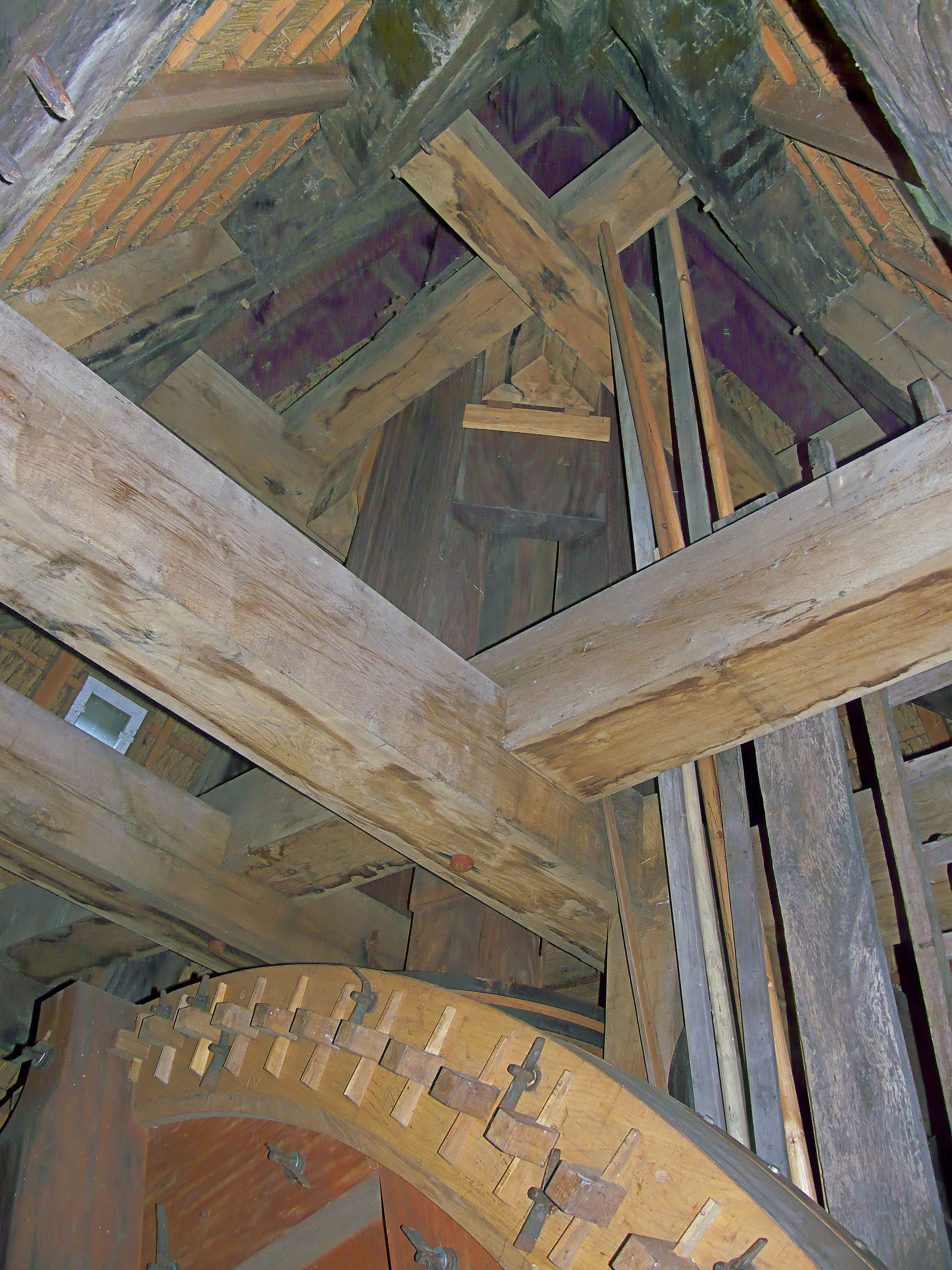
Koker in ondertoren met waterwiel

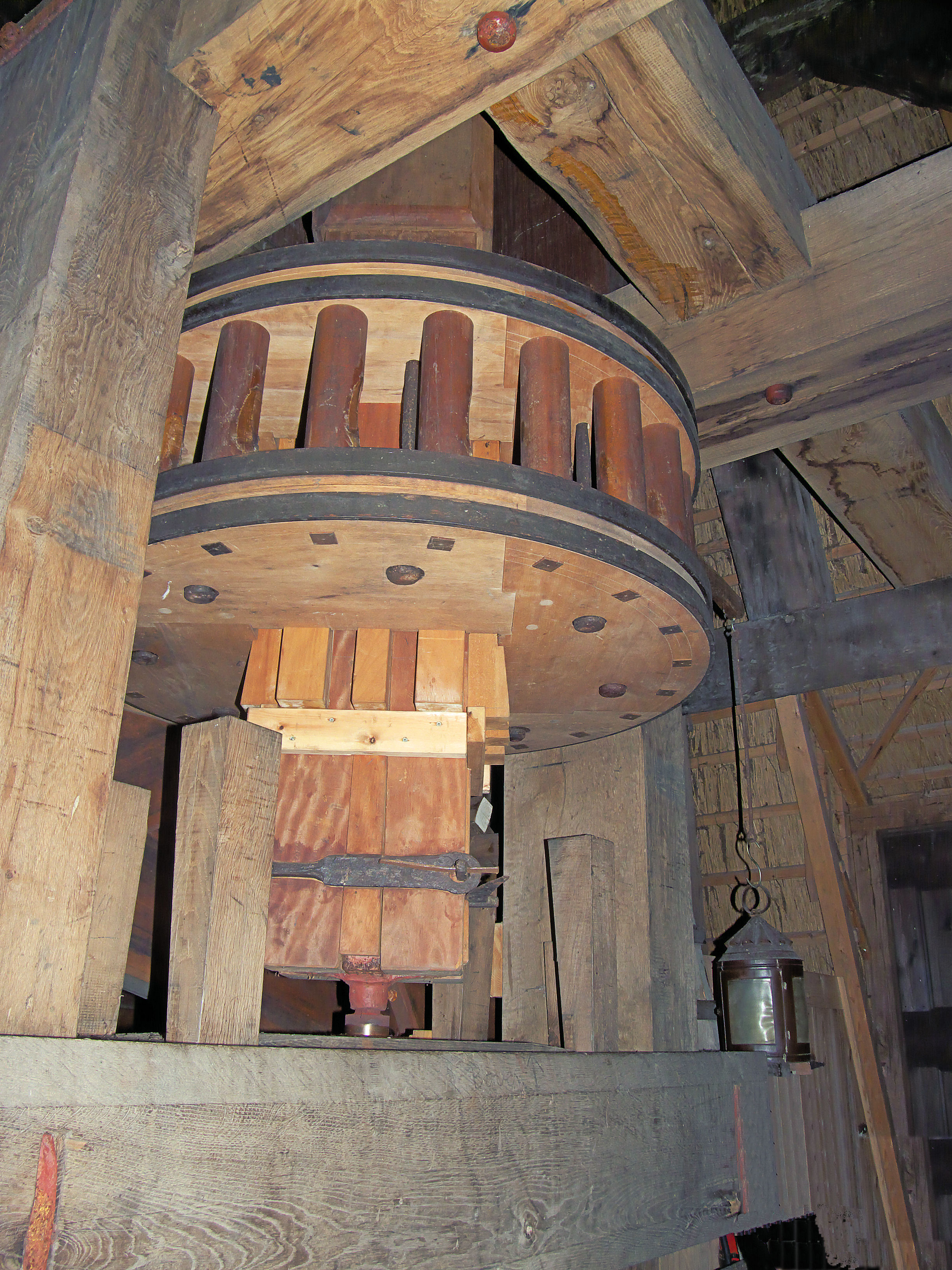
Onderschijfloop op koningsspil met schaargebint

Een koker wordt toegepast bij een wipmolen en een spinnenkopmolen. Bij een watermolen is het niet mogelijk het eigenlijke werktuig met de molen mee te laten kruien en daarom moest er naar een andere oplossing worden gezocht: de standerd (zoals bij een standerdmolen), waar de molen op rust, werd als het ware uitgehold en vormde zo een koker.
De koker bestaat uit vier, zware stijlen met daartussen vier, dikke planken. Bij kleinere molens bestaat de koker alleen uit acht, dikke planken. Het geheel wordt bij elkaar gehouden met knuppelstroppen en zware smeedijzeren spijkers (hakkelbouten). Door de koker loopt de spil met bovenaan de door het bovenwiel aangedreven bovenschijfloop. Onderaan de koningsspil zit een onderschijfloop of een onderbonkelaar, die respectievelijk bij een scheprad het waterwiel op de wateras aandrijft en bij een vijzel het vijzelwiel op de vijzelbalk.
De kokerstijlen staan op de kokerbalken, die op de ondermantelbalken van de ondertoren liggen. De kokerplanken lopen niet helemaal door, maar houden een stuk boven de kokerbalken op. Onder de kokerbalken staat het schaargebint dat voor een deel het gewicht van de koker en het bovenhuis opvangt. Hoger in de ondertoren liggen om de koker de losse kokerbalken, die op de bovenmantelbalken rusten.
De koker is bovenaan net boven de bovenzetel en net boven de onderzetel over een lengte van 50-60 cm afgerond, waardoor het bovenhuis kan draaien. De bovenzetel bestaat uit twee bovenzetelbalken met twee kalven, die met zwaluwstaartverbindingen in de kokerstijlen zitten vastgemaakt. Verder worden de bovenzetelbalken ondersteunt door consoles, die ook aan de kokerstijlen vastzitten.
Een spinnenkopmolen, gebruikt voor kleine polders, heeft een soortgelijke constructie maar dan meestal kleiner uitgevoerd.